# Flavia Pavanelli
Flavia Martinez Pavanelli (Arujá, 3 de março de 1998) é uma atriz, modelo, influenciadora digital e empresária brasileira. Obteve destaque nacional após interpretar a personagem Brenda naz novelas As Aventuras de Poliana e Poliana Moça, no SBT. Fez sua estreia no cinema no filme Carnaval, da Netflix, interpretando a personagem Luana Di Sertani.

## Biografia e carreira
Flávia desde criança trabalha como modelo, atuando em comerciais e fazendo fotos. Começou na internet no Ask.fm, antigo site de perguntas e respostas e aproveitando sua popularidade na plataforma, passou a divulgar suas redes sociais, ganhando um grande número de seguidores no Facebook e Instagram.
Em 2013, iniciou sua carreira como blogueira de moda e beleza, ganhando destaque com o Blog Da Flavinha no seu canal no YouTube. Com o tempo, Flavia se tornou uma figura popular na internet, sendo considerada uma das maiores influenciadoras digitais do país, o que lhe rende trabalhos com marcas nacionais e internacionais. Almejando trabalhar com atuação, passou a se dedicar a cursos de interpretação desde 2015. Em 2016, fez testes e workshops para integrar no elenco de Malhação: Pro Dia Nascer Feliz, mas acabou não entrando para a novela. Em 2018, fez sua estreia como atriz, interpretando a jovem rebelde Brenda na novela As Aventuras de Poliana. Em 2019, estreou no Teatro com a peça O Jardim Dos Sonhadores, interpretando Olívia.
Em 2020 gravou filme da Netflix o primeiro de sua carreira. Em abril de 2021 foi anunciado Carnaval seu primeiro longa para a plataforma.

## Vida pessoal
Em março de 2016, assumiu namoro com o cantor Biel, porém o relacionamento durou apenas um mês, chegando ao fim em abril. Em junho do mesmo ano, assumiu namoro com o piloto Adibe Marques, mas o relacionamento chegou ao fim após 9 meses, em março de 2017.
Em dezembro de 2017, assumiu namoro com o cantor Kevinho. O relacionamento chegou ao fim após 6 meses, em julho de 2018, porém reataram após um mês separados.  O casal terminou novamente um mês depois, em outubro de 2018. Em novembro de 2019, assumiu namoro com o empresário Júnior Mendonza. Em fevereiro de 2020 oficializaram o noivado, porém o relacionamento chegou ao fim em novembro de 2020.
Em abril de 2021, durante a gravação de seu podcast com Tata Estaniecki, Flávia confirmou o seu namoro com o empresário de Brasília, João Pedro Cruz. Em agosto do mesmo ano, Flávia deletou as fotos com João Pedro de se Instagram, indicando fim de ciclo, porém, pouco tempo depois, os dois foram vistos juntos.
Em outubro, a atriz foi flagrada em uma festa de Halloween com o DJ Paulo Velloso, da dupla Jetlag Music. Em dezembro, os dois foram vistos novamente no Jaguariúna Rodeo Festival. No entanto, o romance não foi à diante.
No início de 2022, surgiram rumores de que Flávia estaria em um novo relacionamento, dessa vez com o empresário Vitor Alves. Em julho, a artista confirmou o namoro, que durou até o fim do ano.
Em maio de 2023, Flávia confirmou os boatos e assumiu o namoro com o herdeiro milionário Bernardo Zveiter, ao comparecer à festa de Maisa com o amado. O casal está junto até hoje. 

## Filmografia

### Televisão
| Ano       | Título                  | Notas                     | Ref.   |
| --------- | ----------------------- | ------------------------- | ------ |
| 2018–2020 | As Aventuras de Poliana | Brenda Castanheira Telles | [ 41 ] |
| 2022–2023 | Poliana Moça            | Brenda Castanheira Telles | [ 42 ] |
| 2022      | As Seguidoras           | Laluzzi Pontes            | [ 43 ] |

### Cinema
| Ano  | Título   | Personagem       | Notas  |
| ---- | -------- | ---------------- | ------ |
| 2021 | Carnaval | Luana Di Sertani | [ 44 ] |

### Videoclipes
| Ano  | Artista       | Canção              | Ref.   |
| ---- | ------------- | ------------------- | ------ |
| 2015 | Rodrigo e Led | "A Resposta"        | [ 45 ] |
| 2016 | Gustavo Mioto | "3 da Manhã"        | [ 46 ] |
| 2017 | Iza           | "Esse Brilho é Meu" | [ 47 ] |
| 2018 | Kevinho       | "Amsterdã"          | [ 48 ] |

### Internet
| Ano           | Título           | Função    | Notas   |
| ------------- | ---------------- | --------- | ------- |
| 2013–presente | Flavia Pavanelli | Ela mesma | YouTube |

## Teatro
| Ano  | Título                  | Papel  |
| ---- | ----------------------- | ------ |
| 2019 | O Jardim Dos Sonhadores | Olívia |

## Livro
| Ano  | Título                                         | Editora   |
| ---- | ---------------------------------------------- | --------- |
| 2017 | S.O.S Amor: Para Apaixonadas (Ou Desesperadas) | Gutemberg |

## Prêmios e indicações
| Ano  | Prêmio                       | Categoria                  | Resultado | Ref.   |
| ---- | ---------------------------- | -------------------------- | --------- | ------ |
| 2016 | Capricho Awards              | "It Girl Favorita"         | Indicado  | [ 50 ] |
| 2017 | Meus Prêmios Nick 2017       | Youtuber Feminina Favorita | Indicado  | [ 51 ] |
| 2017 | Meus Prêmios Nick 2017       | Gata Trendy                | Indicado  | [ 52 ] |
| 2017 | Prêmio Jovem Brasileiro 2017 | Melhor Canal do YouTube    | Indicado  | [ 53 ] |
| 2018 | Meus Prêmios Nick 2018       | Gata Trendy                | Indicado  | [ 54 ] |
| 2018 | MTV MIAW Brasil 2018         | Oi, Meninas                | Venceu    | [ 55 ] |